# Venus and Mars (album)
Pour les articles homonymes, voir Venus and Mars.
Albums de Wings
Band on the Run
(1973) Wings at the Speed of Sound
(1976)
Singles
1. Listen to What the Man Said/Love in Song
Sortie : 16 mai 1975
2. Letting Go/You Gave Me the Answer
Sortie : 5 septembre 1975
3. Venus and Mars/Rock Show/Magneto and Titanium Man
Sortie : 28 novembre 1975

Venus and Mars est le quatrième album studio du groupe Wings paru en 1975. Réalisé dans la lignée du succès de Band on the Run, l'album est également dans l'ombre de ce qui avait été un grand succès commercial.
Sur ce disque, les Wings se démocratisent, et des compositions de Denny Laine et Jimmy McCulloch apparaissent, bien que Paul McCartney reste le leader incontestable du groupe. Musicalement, l'album est dans la veine de l'époque avec des effets sonores nombreux et beaucoup d'arrangements. Une grande partie est enregistrée à La Nouvelle-Orléans dans le studio de Allen Toussaint.
À sa sortie, Venus and Mars reçoit un accueil critique mitigé. Beaucoup lui reprochent en effet de ressortir les mêmes ficelles que l'album précédent. Cependant, le succès commercial est au rendez-vous et l'album devient numéro 1 des deux côtés de l'Atlantique (et dans 4 autres pays dont la France), ce qui se traduit par un disque de platine au Royaume-Uni et aux États-Unis.
L'album est réédité le 3 novembre 2014, en même temps que Wings at the Speed of Sound, avec un CD bonus. Une version deluxe de l'album a aussi éditée, avec un livre, dans le cadre de la Paul McCartney Archive Collection.

## Liste des chansons
Toutes les chansons sont écrites et composées par Paul et Linda McCartney, sauf mention contraire.
| 1. | Venus and Mars           | Paul McCartney, Linda McCartney | Paul McCartney | 1:20 |
| 2. | Rock Show                | Paul McCartney, Linda McCartney | Paul McCartney | 5:31 |
| 3. | Love in Song             | Paul McCartney, Linda McCartney | Paul McCartney | 3:04 |
| 4. | You Gave Me the Answer   | Paul McCartney, Linda McCartney | Paul McCartney | 2:15 |
| 5. | Magneto and Titanium Man | Paul McCartney, Linda McCartney | Paul McCartney | 3:16 |
| 6. | Letting Go               | Paul McCartney, Linda McCartney | Paul McCartney | 4:33 |

| 7.  | Venus and Mars (Reprise)             | Paul McCartney, Linda McCartney   | Paul McCartney  | 2:05 |
| 8.  | Spirits of Ancient Egypt             | Paul McCartney, Linda McCartney   | Denny Laine     | 3:04 |
| 9.  | Medicine Jar                         | Jimmy McCulloch, Colin Allen (en) | Jimmy McCulloch | 3:37 |
| 10. | Call Me Back Again                   | Paul McCartney, Linda McCartney   | Paul McCartney  | 4:59 |
| 11. | Listen to What the Man Said          | Paul McCartney, Linda McCartney   | Paul McCartney  | 4:01 |
| 12. | Treat Her Gently / Lonely Old People | Paul McCartney, Linda McCartney   | Paul McCartney  | 4:21 |
| 13. | Crossroads Theme                     | Tony Hatch                        | Paul McCartney  | 1:00 |

| 14. | Zoo Gang          | Paul McCartney, Linda McCartney |                | 2:01 |
| 15. | Lunch Box/Odd Sox | Paul McCartney                  |                | 3:50 |
| 16. | My Carnival       | Paul McCartney                  | Paul McCartney | 3:57 |

| 1.  | Junior's Farm                      | Paul McCartney, Linda McCartney | Paul McCartney                  | 4:23 |
| 2.  | Sally G                            | Paul McCartney, Linda McCartney | Paul McCartney                  | 3:40 |
| 3.  | Walking in the Park with Eloise    | Jim McCartney                   | The Country Hams                | 3:10 |
| 4.  | Bridge on the River Suite          | Paul McCartney, Linda McCartney | The Country Hams                | 3:11 |
| 5.  | My Carnival                        | Paul McCartney, Linda McCartney | Paul McCartney                  | 3:59 |
| 6.  | Going To New Orleans (My Carnival) | Paul McCartney, Linda McCartney | Paul McCartney                  | 2:07 |
| 7.  | Hey Diddle (Ernie Winfrey Mix)     | Paul McCartney, Linda McCartney | Paul McCartney, Linda McCartney | 3:51 |
| 8.  | Let’s Love                         | Paul McCartney                  | Paul McCartney                  | 2:05 |
| 9.  | Soily (from One Hand Clapping)     | Paul McCartney                  | Paul McCartney                  | 3:57 |
| 10. | Baby Face (from One Hand Clapping) | Harry Akst, Benny Davis         | Paul McCartney                  | 1:43 |
| 11. | Lunch Box/Odd Sox                  | Paul McCartney, Linda McCartney |                                 | 3:55 |
| 12. | 4th of July                        | Paul McCartney, Linda McCartney | Paul McCartney                  | 3:49 |
| 13. | Rock Show (Old Version)            | Paul McCartney, Linda McCartney | Paul McCartney                  | 7:09 |
| 14. | Letting Go (Single Mix)            | Paul McCartney, Linda McCartney | Paul McCartney                  | 3:36 |

## Fiche de production

### Interprètes
Wings
- Paul McCartney : chant, guitares, basse, claviers, piano, percussions
- Linda McCartney : claviers, chœurs, percussions
- Denny Laine : chant, guitares, claviers, percussions
- Jimmy McCulloch : guitare, chant percussions
- Joe English : batterie sauf sur "Love in Song", "Letting Go" et "Medicine Jar", percussions

Musiciens additionnels
- Dave Mason : guitare sur "Listen to What the Man Said"
- Tom Scott : saxophone soprano sur "Listen to What the Man Said"
- Allen Toussaint : piano sur "Rock Show"
- Geoff Britton : batterie sur  "Love in Song", "Letting Go" et "Medicine Jar"
- Kenneth Williams : conga sur "Rock Show"